# Новодолинська сільська рада
Новодоли́нська сільська́ ра́да — колишня адміністративно-територіальна одиниця та орган місцевого самоврядування в Овідіопольському районі Одеської області. Адміністративний центр — село Нова Долина.
Історія утворення сільської ради:
Одеська обласна рада рішенням від 21 вересня 2000 року внесла зміни в адміністративно-територіальний устрій окремих районів такі зміни: в Овідіопольському районі утворила Новодолинську сільську раду з центром у селі Нова Долина.

## Загальні відомості
- Населення ради: 1 304 особи (станом на 2001 рік)

## Населені пункти
Сільській раді були підпорядковані населені пункти:
- с. Нова Долина

## Населення
За переписом населення України 2001 року в сільській раді мешкали 1304 особи.

### Мова
Розподіл населення за рідною мовою за даними перепису 2001 року:
| Мова       | Відсоток |
| ---------- | -------- |
| українська | 67,48 %  |
| російська  | 29,45 %  |
| молдовська | 1,30 %   |
| вірменська | 0,77 %   |
| болгарська | 0,15 %   |
| білоруська | 0,08 %   |
| гагаузька  | 0,08 %   |
| румунська  | 0,08 %   |
| інші       | 0,61 %   |

## Склад ради
Рада складається з 18 депутатів та голови.
- Голова ради: Слинчук Людмила Олександрівна

### Керівний склад попередніх скликань
| Прізвище, ім'я, по батькові      | Основні відомості                                                 | Дата обрання | Дата звільнення |
| -------------------------------- | ----------------------------------------------------------------- | ------------ | --------------- |
| Параманчук Меланія Володимирівна | Сільський голова, 1941 року народження, позапартійна              | 26.03.2006   | 31.10.2010      |
| Слинчук Людмила Олександрівна    | Сільський голова, 1962 року народження, освіта вища, позапартійна | 31.10.2010   | 22.12.2019      |

Примітка: таблиця складена за даними сайту Верховної Ради України

### Депутати
За результатами місцевих виборів 2010 року депутатами ради стали:

#### За суб'єктами висування
| Суб'єкт висування | Кількість обраних депутатів | %    |
| ----------------- | --------------------------- | ---- |
| Самовисування     | 15                          | 83,3 |
| Партія регіонів   | 3                           | 16,7 |

#### За округами
| № округу        | Прізвище, ім'я, по батькові      | Дата визнання обраним | Освіта  | Партійна приналежність | Відомості про обраного депутата                                 |
| --------------- | -------------------------------- | --------------------- | ------- | ---------------------- | --------------------------------------------------------------- |
| Партія регіонів |                                  |                       |         |                        |                                                                 |
| 4               | Щипковська Лариса Павлівна       | 04.11.2010            | вища    | позапартійна           | приватний підприємець                                           |
| 6               | Громюк Ігор Іванович             | 04.11.2010            | вища    | позапартійний          | Іллічівський МВ УМВС, інспектор ПС                              |
| 15              | Глущенко Тетяна Миколаївна       | 04.11.2010            | вища    | позапартійна           | Новодолинська загальноосвітня школа, вчитель                    |
| Самовисування   |                                  |                       |         |                        |                                                                 |
| 1               | Сакун Геннадій Павлович          | 04.11.2010            | вища    | позапартійний          | ВАТ «Агроспецмонтаж», юрисконсульт                              |
| 2               | Вронський Петро Михайлович       | 04.11.2010            | вища    | позапартійний          | Новодолинська загальноосвітня школа, вчитель                    |
| 3               | Сторощук Наталія Троянівна       | 04.11.2010            | вища    | позапартійна           | Новодолинська загальноосвітня школа, вчитель                    |
| 5               | Сторощук Дмитро Флорович         | 04.11.2010            | вища    | позапартійний          | обласна рада «Колос», тренер з важкої атлетики                  |
| 7               | Гілунов Сергій Сергійович        | 04.11.2010            | середня | позапартійний          | промринок 7 км. Овідіопольської дороги, реалізатор              |
| 8               | Жуковський Іван Петрович         | 04.11.2010            | вища    | позапартійний          | Одеське комунальне підприємство КБО                             |
| 9               | Кутковський Олександр Сергійович | 04.11.2010            | вища    | позапартійний          | Овідіопольській спортивній юнацькій школі № 2, тренер з футболу |
| 10              | Дідорчук Марія Сергіївна         | 04.11.2010            | вища    | позапартійна           | ПП «Свікон-плюс», диспетчер                                     |
| 11              | Поздняков Микола Михайлович      | 04.11.2010            | середня | позапартійний          | Новодолинська сільська рада, оператор                           |
| 12              | Чеснов Олександр Олександрович   | 04.11.2010            | вища    | позапартійний          | тимчасово не працює                                             |
| 13              | Жуковський Володимир Петрович    | 04.11.2010            | середня | позапартійний          | приватний підприємець                                           |
| 14              | Баланюк Надія Петрівна           | 04.11.2010            | середня | позапартійна           | тимчасово не працює                                             |
| 16              | Федчишен Іван Авксентійович      | 04.11.2010            | середня | позапартійний          | приватний підприємець                                           |
| 17              | Мороз Наталія Василівна          | 04.11.2010            | середня | позапартійна           | приватний підприємець                                           |
| 18              | Овдійчук Світлана Юріївна        | 04.11.2010            | вища    | позапартійна           | загальноосвітня школа № 28 м. Одеса, вчитель                    |